# Campeonato Italiano de Voleibol Masculino
O Campeonato Italiano de Voleibol Masculino é a principal competição de clubes de voleibol masculino da Itália. Trata-se de uma das principais ligas nacionais da Europa e do mundo.
O torneio das duas primeiras divisões (A1 e A2) é organizado pela Lega Pallavolo Serie A, consórcio de clubes filiado à Federação Italiana de Voleibol (FIPAV) e classifica seu campeão para a Liga dos Campeões da Europa.

## Histórico
O primeiro campeonato italiano, denominado Série A, foi realizado em Gênova de 15 a 17 de agosto de 1946, alguns meses após a fundação da FIPAV, tendo como campeão o Robur Ravenna. Dezete clubes participaram, competindo em uma fase eliminatória e uma rodada final de oito equipes. As partidas duraram dois sets e um empate foi permitido. No ano seguinte, em Ravena, o número de participantes subiu para 22. Em 1949 uma nova mudança, com a eliminação do empate e a transição de partidas de dois sets para cinco sets.
Em 1975–76 e 1976–77 o grupo único foi temporariamente abandonado por um novo sistema, com os participantes (primeiros 16 e depois 24) divididos em grupos e depois destinados a dois torneios separados, nos quais disputariam o título ou salvação. Com o campeonato de 1977–78 foi restabelecido o grupo único com 12 participantes. Entretanto, em 1975 foi criado a Série A2, um torneio de oito equipes que cresceu ao longo do tempo, até atingir a fórmula de dois grupos do campeonato de 1979-80.
Em 1981–82 foram introduzidos pela primeira vez os playoffs, que foram disputados entre os oito primeiros classificados durante a temporada regular da Série A, com o melhor de três partidas.
Em 2014, a liga italiana lançou uma nova fórmula de campeonato chamada SuperLega: a partir da temporada 2014–15 os campeonatos masculinos A1 e A2 aconteceram com um sistema de licenciamento semelhante ao da National Basketball Association (NBA), baseado em franquias, reduzindo rebaixamentos e com foco na sustentabilidade.

## SuperLega
- Temporada regular: é dividida em dois turnos; as equipes participantes se enfrentam entre si uma única vez em cada turno. Os jogos do segundo turno são realizados na mesma ordem do primeiro, apenas com o mando de quadra invertido. Ao final desta fase as oito equipes com melhor índice técnico se classificam para os playoffs; as duas piores são rebaixadas para a Série A2;
- Playoffs: estruturados em quartas de final, semifinais e final em sistema de mata-mata. A equipe vencedora desta fase fica com o scudetto e o título da SuperLega.

As oito equipes com o melhor índice técnico do primeiro turno da temporada regular são classificados para a Copa Itália.
As equipes melhores colocadas na SuperLega e na Copa Itália são classificadas para as competições europeias:
- Liga dos Campeões: campeão italiano, vice-campeão italiano e a primeira colocada da temporada regular;
- Copa CEV: campeã da Copa Itália;
- Copa Challenge: segundo colocado da temporada regular.

### Edição atual
| Equipe Nome fantasia                                     | Cidade             | Ginásio                | Capacidade | Temporada 2022–23        |
| -------------------------------------------------------- | ------------------ | ---------------------- | ---------- | ------------------------ |
| Verona Volley Rana Verona                                | Verona             | PalaOlimpia            | 5 350      | 9.º colocado             |
| Associazione Sportiva Volley Lube Cucine Lube Civitanova | Treia              | Eurosuole Forum        | 4 000      | Vice-campeão             |
| Volley Milano Vero Volley Monza                          | Milão              | Arena di Monza         | 4 000      | 5.º colocado             |
| Modena Volley Valsa Group Modena                         | Módena             | PalaPanini             | 5 211      | 8.º colocado             |
| Pallavolo Padova                                         | Pádua              | Kioene Arena           | 3 916      | 7.º colocado             |
| Powervolley Milano Allianz Milano                        | Milão              | Allianz Cloud          | 5 300      | 4.º colocado             |
| Sir Safety Umbria Volley Sir Safety Susa Vim Perugia     | Perúgia            | PalaEvangelisti        | 5 300      | 6.º colocado             |
| Cisterna Volley                                          | Cisterna di Latina | Palazzetto dello Sport | 3 000      | —                        |
| Trentino Volley Itas Trentino                            | Trento             | IlT quotidiano Arena   | 4 000      | Campeão                  |
| You Energy Volley Gas Sales Bluenergy Piacenza           | Placência          | PalabancaSport         | 3 700      | 3.º colocado             |
| Prisma Taranto Volley Gioiella Prisma Taranto            | Tarento            | PalaMazzola            | 5 000      | 11.º colocado            |
| Saturnia Volley Farmitalia Catania                       | Aci Castello       | PalaCatania            | 3 850      | Vice-campeão na Série A3 |

## Resultados
| CAMPEONATO ITALIANO DE VOLEIBOL MASCULINO | CAMPEONATO ITALIANO DE VOLEIBOL MASCULINO                        | CAMPEONATO ITALIANO DE VOLEIBOL MASCULINO                        | CAMPEONATO ITALIANO DE VOLEIBOL MASCULINO                        | CAMPEONATO ITALIANO DE VOLEIBOL MASCULINO |
| Temporada                                 | Campeão                                                          | Vice-campeão                                                     | Terceiro lugar                                                   |                                           |
| ----------------------------------------- | ---------------------------------------------------------------- | ---------------------------------------------------------------- | ---------------------------------------------------------------- | ----------------------------------------- |
| 1946 Detalhes                             | G.S. Robur Ravenna                                               | Borsalino Alessandria                                            |                                                                  |                                           |
| 1947 Detalhes                             | G.S. Robur Ravenna                                               | Borsalino Alessandria                                            |                                                                  |                                           |
| 1948 Detalhes                             | G.S. Robur Ravenna                                               | Olimpia VBC Vercelli                                             | Borsalino Alessandria                                            |                                           |
| 1949 Detalhes                             | G.S. Robur Ravenna                                               | Ferrovieri Parma                                                 | Minelli Modena                                                   |                                           |
| 1950 Detalhes                             | Ferrovieri Parma                                                 | G.S. Robur Ravenna                                               | Borsalino Alessandria                                            |                                           |
| 1951 Detalhes                             | Ferrovieri Parma                                                 | G.S. Robur Ravenna                                               | Multedo 1930 Genova                                              |                                           |
| 1952 Detalhes                             | Robur Ravenna                                                    | Multedo 1930 Genova                                              | Minelli Modena                                                   |                                           |
| 1953 Detalhes                             | Minelli Modena                                                   | Multedo 1930 Genova                                              | Libertas Pallavolo Trieste                                       |                                           |
| 1954 Detalhes                             | Minelli Modena                                                   | Avia Pervia Modena                                               | Ferrovieri Parma                                                 |                                           |
| 1955 Detalhes                             | Minelli Modena                                                   | Crocetta Modena                                                  | CUS Parma                                                        |                                           |
| 1956 Detalhes                             | Crocetta Modena                                                  | Minelli Modena                                                   | Avia Pervia Modena                                               |                                           |
| 1957 Detalhes                             | Avia Pervia Modena                                               | Sestese Sesto Fiorentino                                         | CUS Parma                                                        |                                           |
| 1958 Detalhes                             | Ciam Modena                                                      | Avia Pervia Modena                                               | Sestese Sesto Fiorentino                                         |                                           |
| 1959 Detalhes                             | Avia Pervia Modena                                               | Ciam Modena                                                      | CUS Parma                                                        |                                           |
| 1960 Detalhes                             | Avia Pervia Modena                                               | Ciam Modena                                                      | Sestese Sesto Fiorentino                                         |                                           |
| 1961 Detalhes                             | Ciam Modena                                                      | Avia Pervia Modena                                               | Sestese Sesto Fiorentino                                         |                                           |
| 1962 Detalhes                             | Avia Pervia Modena                                               | Ciam Modena                                                      | Sestese Sesto Fiorentino                                         |                                           |
| 1962/1963 Detalhes                        | Avia Pervia Modena                                               | Ciam Modena                                                      | Minelli Modena                                                   |                                           |
| 1963/1964 Detalhes                        | VV.F. Ruini Firenze                                              | Smalteria Ghirlandina Modena                                     | Minelli Modena                                                   |                                           |
| 1964/1965 Detalhes                        | VV.F. Ruini Firenze                                              | CUS Parma                                                        | Virtus Bologna                                                   |                                           |
| 1965/1966 Detalhes                        | Virtus Bologna                                                   | VV.F. Ruini Firenze                                              | Salvarani Parma                                                  |                                           |
| 1966/1967 Detalhes                        | Virtus Bologna                                                   | Salvarani Parma                                                  | VV.F. Ruini Firenze                                              |                                           |
| 1967/1968 Detalhes                        | VV.F. Ruini Firenze                                              | Salvarani Parma                                                  | Minganti Bologna                                                 |                                           |
| 1968/1969 Detalhes                        | Pallavolo Parma                                                  | Minganti Bologna                                                 | VV.F. Ruini Firenze                                              |                                           |
| 1969/1970 Detalhes                        | Panini Modena                                                    | VV.F. Ruini Firenze                                              | Bumor CUS Parma                                                  |                                           |
| 1970/1971 Detalhes                        | VV.F. Ruini Firenze                                              | Panini Modena                                                    | Bumor CUS Parma                                                  |                                           |
| 1971/1972 Detalhes                        | Panini Modena                                                    | VV.F. Ruini Firenze                                              | Bumor CUS Parma                                                  |                                           |
| 1972/1973 Detalhes                        | VV.F. Ruini Firenze                                              | Lubiam Bologna                                                   | Panini Modena                                                    |                                           |
| 1973/1974 Detalhes                        | Panini Modena                                                    | Lubiam Bologna                                                   | Ariccia Volley Club                                              |                                           |
| 1974/1975 Detalhes                        | Ariccia Volley Club                                              | CUS Torino                                                       | Panini Modena                                                    |                                           |
| 1975/1976 Detalhes                        | Panini Modena                                                    | Klippan Torino                                                   | Ariccia Volley Club                                              |                                           |
| 1976/1977 Detalhes                        | Federlazio Roma                                                  | Paoletti Catania                                                 | Panini Modena                                                    |                                           |
| 1977/1978 Detalhes                        | Paoletti Catania                                                 | Federlazio Roma                                                  | Klippan Torino                                                   |                                           |
| 1978/1979 Detalhes                        | Klippan Torino                                                   | Panini Modena                                                    | Paoletti Catania                                                 |                                           |
| 1979/1980 Detalhes                        | Klippan Torino                                                   | Paoletti Catania                                                 | Panini Modena                                                    |                                           |
| 1980/1981 Detalhes                        | Robe di Kappa Torino                                             | Panini Modena                                                    | Federlazio Roma                                                  |                                           |
| 1981/1982 Detalhes                        | Santal Parma                                                     | Pallavolo Torino                                                 | Panini Modena                                                    |                                           |
| 1982/1983 Detalhes                        | Santal Parma                                                     | Robe di Kappa Torino                                             | Casio Milano                                                     |                                           |
| 1983/1984 Detalhes                        | Kappa Torino                                                     | Santal Parma                                                     | Panini Modena                                                    |                                           |
| 1984/1985 Detalhes                        | Mapier Bologna                                                   | Panini Modena                                                    | CUS Torino                                                       |                                           |
| 1985/1986 Detalhes                        | Panini Modena                                                    | Tartarini Bologna                                                | Enermix Milano                                                   |                                           |
| 1986/1987 Detalhes                        | Panini Modena                                                    | Santal Parma                                                     | Kutiba Falconara                                                 |                                           |
| 1987/1988 Detalhes                        | Panini Modena                                                    | Maxicono Parma                                                   | Camst Bologna                                                    |                                           |
| 1988/1989 Detalhes                        | Panini Modena                                                    | Maxicono Parma                                                   | Sisley Treviso                                                   |                                           |
| 1989/1990 Detalhes                        | Maxicono Parma                                                   | Philips Modena                                                   | Sisley Treviso                                                   |                                           |
| 1990/1991 Detalhes                        | Il Messaggero Ravenna                                            | Maxicono Parma                                                   | Mediolanum Milano                                                |                                           |
| 1991/1992 Detalhes                        | Maxicono Parma                                                   | Il Messaggero Ravenna                                            | Sisley Treviso                                                   |                                           |
| 1992/1993 Detalhes                        | Maxicono Parma                                                   | Misura Milano                                                    | Sisley Treviso                                                   |                                           |
| 1993/1994 Detalhes                        | Sisley Treviso                                                   | Milan Volley                                                     | Daytona Modena                                                   |                                           |
| 1994/1995 Detalhes                        | Daytona Las Modena                                               | Sisley Treviso                                                   | Alpitour Traco Cuneo                                             |                                           |
| 1995/1996 Detalhes                        | Sisley Treviso                                                   | Alpitour Traco Cuneo                                             | Las Daytona Modena                                               |                                           |
| 1996/1997 Detalhes                        | Las Daytona Modena                                               | Sisley Treviso                                                   | Alpitour Traco Cuneo                                             |                                           |
| 1997/1998 Detalhes                        | Sisley Treviso                                                   | Alpitour Traco Cuneo                                             | Casa Modena Unibon                                               |                                           |
| 1998/1999 Detalhes                        | Sisley Treviso                                                   | Casa Modena Unibon                                               | Tnt Alpitour Cuneo                                               |                                           |
| 1999/2000 Detalhes                        | Piaggio Roma                                                     | Casa Modena Unibon                                               | Tnt Alpitour Cuneo                                               |                                           |
| 2000/2001 Detalhes                        | Sisley Treviso                                                   | Asystel Milano                                                   | Noicom Alpitour Cuneo                                            |                                           |
| 2001/2002 Detalhes                        | Casa Modena Salumi                                               | Sisley Treviso                                                   | Maxicono Parma                                                   |                                           |
| 2002/2003 Detalhes                        | Sisley Treviso                                                   | Kerakoll Modena                                                  | Lube Banca Marche Macerata                                       |                                           |
| 2003/2004 Detalhes                        | Sisley Treviso                                                   | Coprasystel Ventaglio Piacenza                                   | Lube Banca Marche Macerata                                       |                                           |
| 2004/2005 Detalhes                        | Sisley Treviso                                                   | RPA-LuigiBacchi.it Perugia                                       | Copra Piacenza                                                   |                                           |
| 2005/2006 Detalhes                        | Lube Banca Marche Macerata                                       | Sisley Treviso                                                   | Cimone Modena                                                    |                                           |
| 2006/2007 Detalhes                        | Sisley Treviso                                                   | Copra Berni Piacenza                                             | Bre Banca Lannutti Cuneo                                         |                                           |
| 2007/2008 Detalhes                        | Itas Diatec Trentino                                             | Copra Nordmeccanica Piacenza                                     | Bre Banca Lannutti Cuneo                                         |                                           |
| 2008/2009 Detalhes                        | Copra Nordmeccanica Piacenza                                     | Itas Diatec Trentino                                             | Lube Banca Marche Macerata                                       |                                           |
| 2009/2010 Detalhes                        | Bre Banca Lannutti Cuneo                                         | Itas Diatec Trentino                                             | Sisley Treviso                                                   |                                           |
| 2010/2011 Detalhes                        | Itas Diatec Trentino                                             | Bre Banca Lannutti Cuneo                                         | Lube Banca Marche Macerata                                       |                                           |
| 2011/2012 Detalhes                        | Lube Banca Marche Macerata                                       | Itas Diatec Trentino                                             | Bre Banca Lannutti Cuneo                                         |                                           |
| 2012/2013 Detalhes                        | Itas Diatec Trentino                                             | Copra Elior Piacenza                                             | Cucine Lube Banca Marche Macerata                                |                                           |
| 2013/2014 Detalhes                        | Cucine Lube Banca Marche Macerata                                | Sir Safety Perugia                                               | Copra Elior Piacenza                                             |                                           |
| 2014/2015 Detalhes                        | Energy T.i. Diatec Trentino                                      | Parmareggio Modena                                               | Cucine Lube Banca Marche Treia                                   |                                           |
| 2015/2016 Detalhes                        | DHL Modena                                                       | Sir Safety Conad Perugia                                         | Cucine Lube Banca Marche Civitanova                              |                                           |
| 2016/2017 Detalhes                        | Cucine Lube Civitanova                                           | Diatec Trentino                                                  | Sir Safety Conad Perugia                                         |                                           |
| 2017/2018 Detalhes                        | Sir Safety Conad Perugia                                         | Sir Safety Conad Perugia                                         | Azimut Modena                                                    |                                           |
| 2018/2019 Detalhes                        | Cucine Lube Civitanova                                           | Sir Safety Conad Perugia                                         | Itas Trentino                                                    |                                           |
| 2019/2020 Detalhes                        | Edição interrompida devido a propagação da pandemia de COVID-19. | Edição interrompida devido a propagação da pandemia de COVID-19. | Edição interrompida devido a propagação da pandemia de COVID-19. |                                           |
| 2020/2021 Detalhes                        | Cucine Lube Civitanova                                           | Sir Safety Conad Perugia                                         | Itas Trentino                                                    |                                           |
| 2021/2022 Detalhes                        | Cucine Lube Civitanova                                           | Sir Safety Conad Perugia                                         | Itas Trentino                                                    |                                           |
| 2022/2023 Detalhes                        | Itas Trentino                                                    | Cucine Lube Civitanova                                           | Gas Sales Bluenergy Piacenza                                     |                                           |
| 2023/2024 Detalhes                        | Sir Safety Susa Vim Perugia                                      | Mint Vero Volley Monza                                           | Allianz Milano                                                   |                                           |

## Títulos por equipe
| Pos. | Equipe                     |    |   |    |    |
| ---- | -------------------------- | -- | - | -- | -- |
| 1    | Modena Volley              | 12 | 9 | 11 | 32 |
| 2    | Sisley Volley              | 9  | 4 | 6  | 19 |
| 3    | Pallavolo Parma            | 8  | 9 | 8  | 25 |
| 4    | Cucine Lube Civitanova     | 7  | 3 | 6  | 16 |
| 5    | Trentino Volley            | 5  | 4 | 4  | 13 |
| 6    | Avia Pervia Modena         | 5  | 4 | 1  | 10 |
| 7    | Ruini Firenze              | 5  | 3 | 2  | 10 |
| 8    | Robur Ravenna              | 5  | 2 | 0  | 7  |
| 9    | Pallavolo Torino           | 4  | 4 | 2  | 10 |
| 10   | Villa d'Oro Modena         | 3  | 5 | 0  | 8  |
| 11   | Minelli Modena             | 3  | 1 | 4  | 8  |
| 12   | Sir Safety Perugia         | 2  | 4 | 2  | 8  |
| 13   | Virtus Bologna             | 2  | 3 | 2  | 7  |
| 14   | Ariccia VC                 | 2  | 1 | 3  | 6  |
| 15   | Pallavolo Piacenza         | 1  | 4 | 2  | 7  |
| 16   | Piemonte Volley            | 1  | 3 | 7  | 11 |
| 17   | Pallavolo Catania          | 1  | 2 | 1  | 4  |
| 18   | Zinella Bologna            | 1  | 1 | 1  | 3  |
| 19   | Porto Ravenna Volley       | 1  | 1 | 0  | 2  |
| 20   | Roma Volley                | 1  | 0 | 0  | 1  |
| 21   | Gonzaga Milano             | 0  | 2 | 3  | 5  |
| 22   | Borsalino Alexandria       | 0  | 2 | 2  | 4  |
| 23   | Multedo Gênova             | 0  | 2 | 1  | 3  |
| 24   | Volley Milano              | 0  | 2 | 0  | 2  |
| 25   | Sestese Volley             | 0  | 1 | 5  | 6  |
| 26   | Umbria Volley              | 0  | 1 | 0  | 1  |
| 26   | Olimpia Vercelli           | 0  | 1 | 0  | 1  |
| 28   | Libertas Pallavolo Trieste | 0  | 0 | 2  | 2  |
| 29   | Pallavolo Falconara        | 0  | 0 | 1  | 1  |
| 29   | You Energy Volley          | 0  | 0 | 1  | 1  |
| 29   | Allianz Milano             | 0  | 0 | 1  | 1  |

## Divisões inferiores
O campeonato da Série B é organizado pela Lega Nazionale Pallavolo; as séries C e D são gerenciadas por comissões regionais da FIPAV. E finalmente, os torneios de menores da primeira, segunda e terceira divisões e de livre inscrição são organizados por comitês provinciais da FIPAV.